# Coccinellidae
I coccinellidi (Coccinellidae Latreille, 1807) sono una famiglia di insetti dell'ordine dei Coleotteri (sottordine Polyphaga, infraordine Cucujiformia, superfamiglia Cucujoidea); presente in tutto il mondo, comprende circa 6.000 specie descritte.

## Coccinella a sette macchie
Le coccinelle sono insetti di piccola taglia, in genere di grandezza compresa tra 1 e 10 mm (eccezionalmente oltre il centimetro), solitamente di forma emisferica, in genere con livree vistose a colori contrastanti.
A dispetto dell'apparente inoffensività e dell'aspetto simpatico, quasi tutti i Coccinellidi sono in realtà attivi predatori dotati di una notevole voracità al punto che sono frequenti i casi di cannibalismo e comportamenti predatori alquanto sofisticati. Per questi motivi sono tra i più interessanti predatori impiegati nella lotta biologica.

## Morfologia

### Adulto
Il corpo ha una forma fortemente convessa, in genere emisferica o ovoidale, con livrea vivamente colorata. Non sono rare le specie che hanno un corpo di piccolissime dimensioni, dai colori uniformi e poco vistosi, spesso rivestito da una peluria.
Il capo è piccolo, seminascosto dal protorace, con antenne corte e clavate formate in genere da 11 articoli (o spesso da un numero inferiore, in genere 6). L'apparato boccale mostra il palpo mascellare con il segmento terminale molto più sviluppato e di forma triangolare, ma in alcune specie può essere subcilindrico o solo leggermente espanso.
Il pronoto è largo ed evidente, mentre tutte le altre parti del torace e l'addome sono completamente ricoperte dalle elitre in posizione di riposo. Le zampe sono cursorie, con tarsi composti da 4 articoli, talvolta apparentemente da 3 per la forte riduzione del penultimo tarsomero. Le elitre sono generalmente lisce. La colorazione e la maculatura sono elementi morfologici utili per la determinazione e tradizionalmente usati nella nomenclatura dei Coccinellidi, tuttavia non sempre il riferimento morfologico nel nome trova riscontro.
L'addome è breve, composto da 5 o 6 uriti apparenti, con 5 paia di spiracoli tracheali.

### Stadi preimmaginali

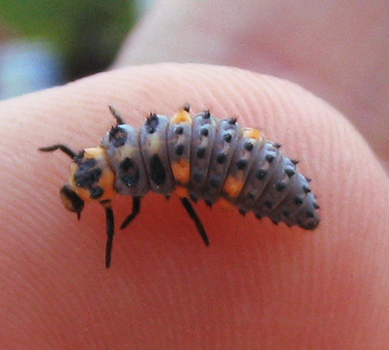
Larva campodeiforme di Coccinellide

Le uova sono isolate oppure riunite in piccoli gruppi, di forma affusolata e di colore appariscente. La superficie è liscia oppure cosparsa di sculture. Sono deposte sulla superficie degli organi colpiti dalle prede.
Le larve sono campodeiformi, con corpo generalmente depresso in senso dorso-ventrale e allungato (da 1 a 20 mm). In molte specie presentano caratteri morfologici dorsali utili ai fini della determinazione. In alcune specie il dorso è ricoperto di secrezioni cerose bianche, talvolta sviluppate a raggiera; un occhio inesperto può confondere queste larve con le cocciniglie. In altre specie il dorso è ricoperto di placche sclerificate, in altre da tubercoli o da processi più o meno lunghi e ramificati. I colori possono essere poco appariscenti (bruno, nero, grigio) oppure vistosi.
La pupa ha una forma contratta, spesso è associata con l'exuvia dell'ultimo stadio larvale, che può restare attaccata all'estremità dell'addome oppure formare un involucro protettivo. Si rinviene facilmente sulla superficie degli organi attaccati dalle prede.

## Biologia

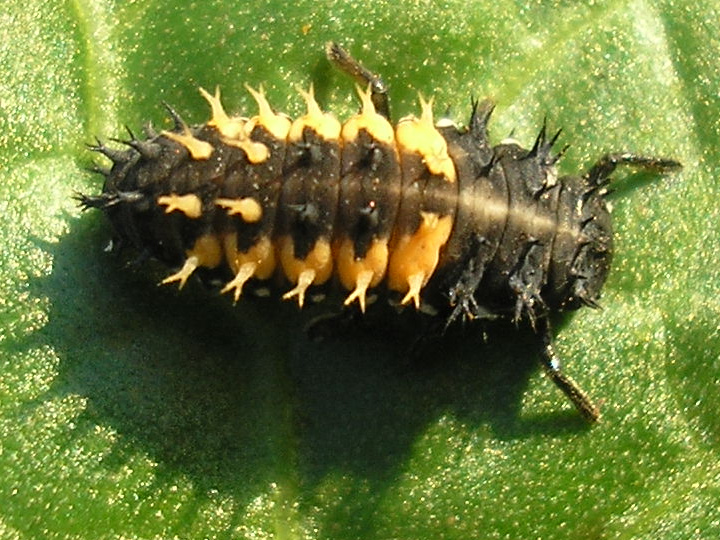
Le larve di molte specie hanno il dorso disseminato di caratteristici processi più o meno ramificati

### Riproduzione e sviluppo
I Coccinellidi svolgono una o più generazioni l'anno e svernano in genere allo stadio di adulto. Gli accoppiamenti hanno inizio dalla primavera, dopo un periodo di alimentazione.
Le ovideposizioni variano secondo l'etologia. Alcune specie depongono le uova in gruppi di numero variabile da poche unità a qualche decina, altre depongono le uova isolate e sparse sugli stessi organi frequentati dalle prede o fra le uova di queste. Con le uova fertili sono spesso deposte anche uova non fertili. Sembra che queste forniscano una fonte di cibo di riserva per le larve che nasceranno. La proporzione tra uova fertili e uova non fertili dipende dalla scarsità di cibo al momento della deposizione.

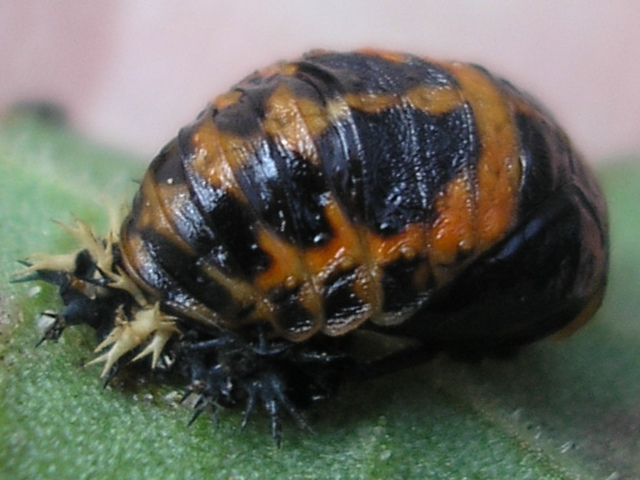
L'aspetto tipico di una pupa, con i resti dell'exuvia larvale

Lo sviluppo postembrionale passa attraverso quattro stadi larvali e uno di pupa. Larve e adulti hanno in genere la stessa etologia e frequentano lo stesso ambiente. In genere, dopo lo sfarfallamento, l'adulto resta per un breve periodo nello stesso luogo dove si è sviluppato, ma poi si disperde alla ricerca di prede. Sono stati riscontrati fenomeni etologici complessi, riguardanti la migrazione, la riproduzione e il gregarismo, messi in relazione con la disponibilità alimentare.
Il numero di generazioni e la durata di un ciclo di sviluppo sono correlati spesso alla biologia delle abituali prede. Le specie monovoltine attraversano in genere un periodo di quiescenza piuttosto lungo che si protrae dall'estate all'inverno. Le specie che svolgono più generazioni, invece, possono avere talvolta un ciclo sincronizzato con quello delle prede oppure più breve. In generale le specie che attaccano gli Afidi hanno un ciclo riproduttivo più lungo, mentre quelle che si nutrono a spese di Cocciniglie hanno cicli più brevi. La dinamica di popolazione è strettamente legata alla disponibilità di prede, ma in generale i Coccinellidi hanno una fecondità elevata.

### Meccanismi di difesa

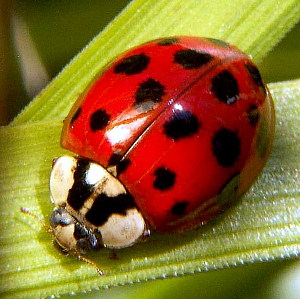
L'elegante livrea ha lo scopo di tenere alla larga i predatori

Le coccinelle hanno colori brillanti per scoraggiare i potenziali predatori. Questo sistema difensivo funziona perché la maggior parte dei predatori associa i colori vistosi (specialmente arancione e giallo) al veleno e ai suoi spiacevoli effetti.
Tale fenomeno prende il nome di aposematismo. L'aposematismo è sfruttato anche da altri insetti che imitano la livrea delle coccinelle per scoraggiare gli eventuali nemici (mimetismo batesiano).
In effetti molte coccinelle risultano tossiche per i piccoli predatori, come le lucertole o i piccoli uccelli; le coccinelle adulte, infatti, sono capaci di emettere sostanze tossiche e dal forte odore repellente dalle articolazioni delle zampe.
Prendendo una coccinella bruscamente tra le mani si può verificare il rilascio di questo liquido, che in ogni modo è innocuo: un uomo dovrebbe ingerirne grandi quantità prima di avvertire qualche effetto.
Nel caso in cui questo meccanismo non funzionasse, la coccinella può ritirare le zampe sotto il corpo aderendo al terreno, risultando così difficile da afferrare. Se neanche questo dovesse bastare la coccinella può decidere di volare via per fuggire, essendo un'eccellente volatrice.

### Regimi alimentari
I coccinellidi sono prevalentemente zoofagi predatori a spese di insetti e Acari. All'interno della famiglia si riscontra anche la presenza di specie micetofaghe e specie fitofaghe. Queste ultime sono presenti solo nella sottofamiglia degli Epilachninae.

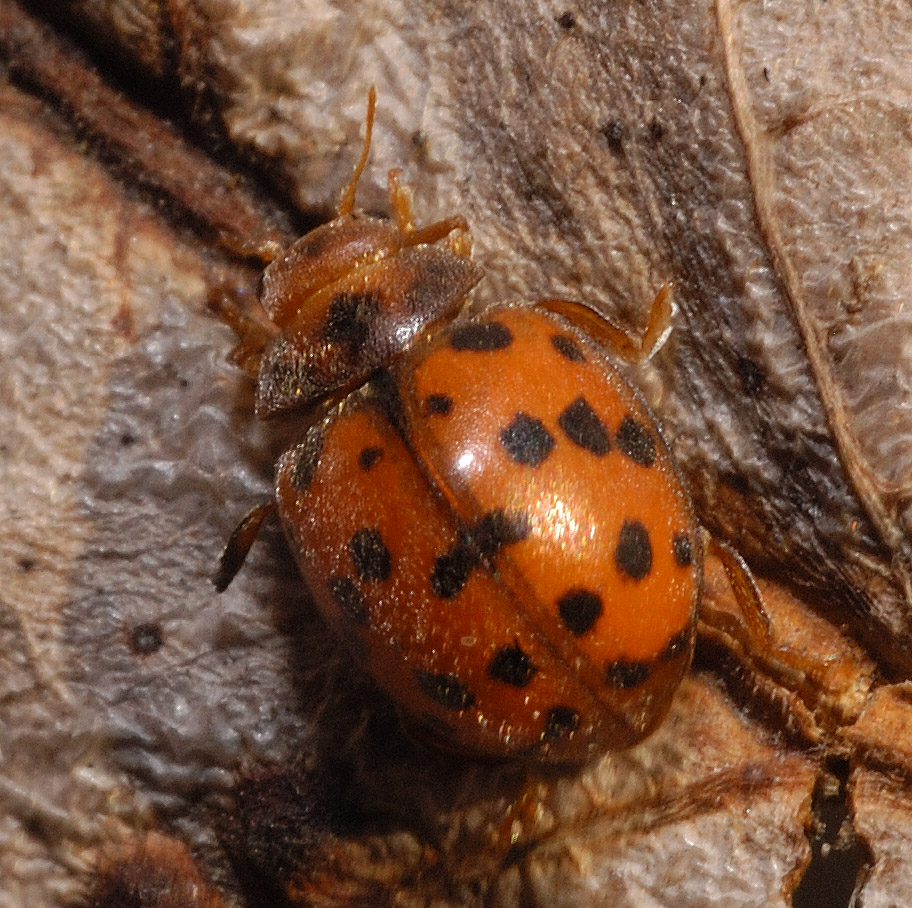
La Subcoccinella vigintiquatuorpunctata è un fitofago dannoso verso alcune leguminose foraggere

Non mancano casi di variazioni del regime alimentare, fenomeno indicato con il termine di allotrofia. In generale però si può fare una distinzione abbastanza netta tra specie entomofaghe, e quindi utili, e altre fitofaghe, alcune delle quali sono responsabili di danni economici.

### Predazione
L'aspetto più interessante, dal punto di vista sia biologico sia applicativo, è il ruolo dei Coccinellidi come predatori nell'ambito degli agrosistemi. L'attività predatoria si svolge in modo particolare sui Rincoti Omotteri Sternorrinchi, ma rientrano fra le prede dei Coccinellidi anche altri Artropodi (Tisanotteri, Coleotteri Crisomelidi, Lepidotteri, Ortotteri, Acari).
In generale la famiglia ha sviluppato nell'etologia particolari adattamenti alla predazione tali da rendere i coccinellidi più efficaci di altri predatori e dotarli di un potenziale biologico più alto.
La dinamica della popolazione dei coccinellidi è adattata a quella del fitofago o dei fitofagi che rappresentano le abituali prede. Questa stretta e complessa correlazione si basa sia sulla fecondità sia sulla migrazione. La fecondità dei coccinellidi è piuttosto elevata, ma è strettamente dipendente dal grado d'infestazione. Gli adulti migrano quando la popolazione del fitofago scende sotto certi valori critici, spostandosi su altre colture o su altri agrosistemi. La migrazione è un fenomeno di particolare importanza nel mantenimento di bassi tassi di mortalità: è noto che i coccinellidi sono molto attivi, nella primavera precoce, sulle piante erbacee che ospitano le prime infestazioni di afidi, ma poi si spostano sulle colture arboree; in estate possono attraversare un periodo di stasi per l'elevata mortalità che si abbatte sugli afidi, ma in tarda estate si spostano sulla vegetazione spontanea dove possono trovare ospiti di sostituzione. Un altro aspetto interessante è che gli accoppiamenti hanno luogo prima delle migrazioni. Questo aspetto favorisce la tendenza alla dispersione nell'ambiente svincolandola dalle esigenze riproduttive.

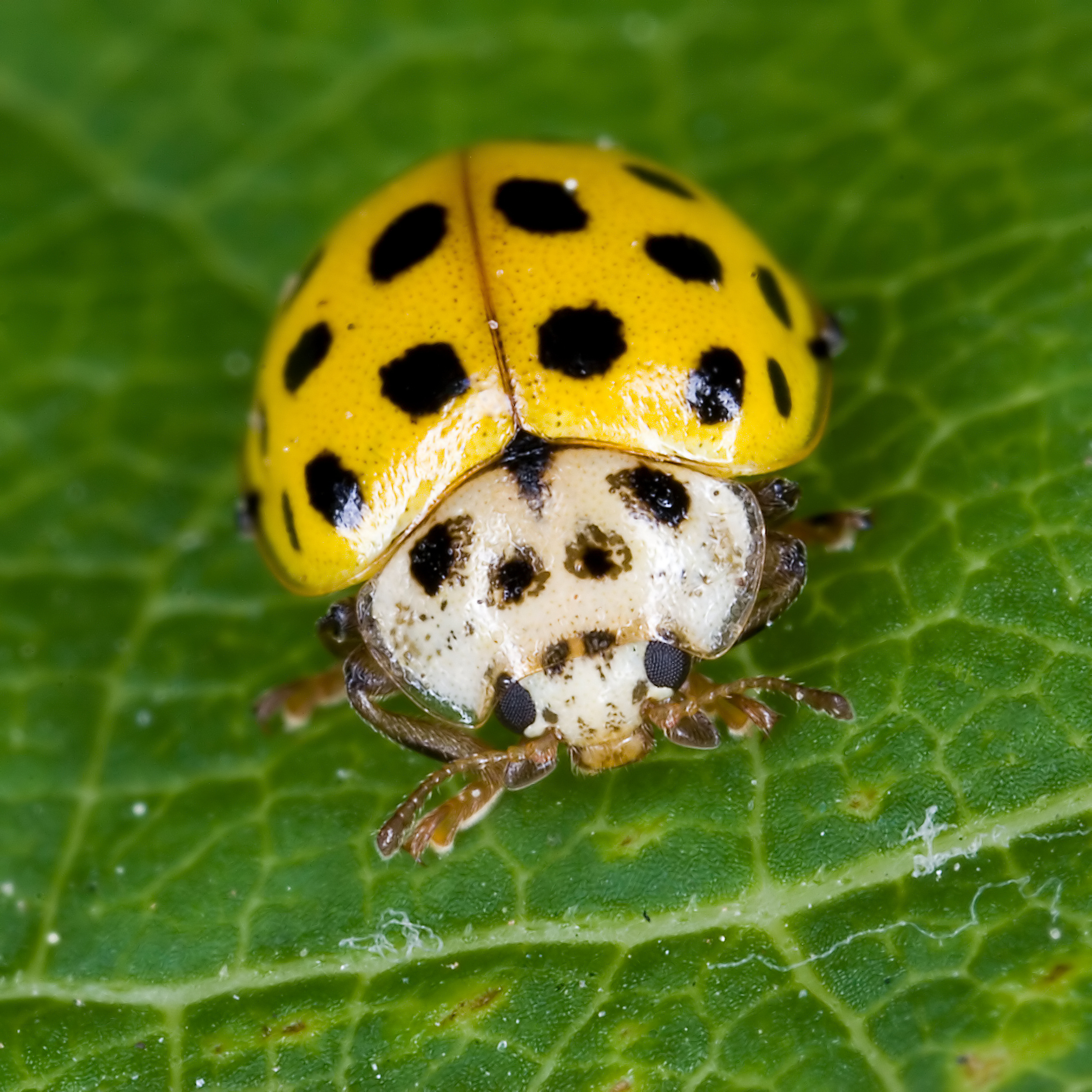
La Psyllobora vigintiduopunctata è una specie utile perché si nutre dei miceli di alcuni funghi fitopatogeni

La ricerca delle prede è molto attiva ed è caratterizzata da una straordinaria mobilità, dal momento che la preda viene trovata solo con il semplice contatto. Questo comportamento favorisce l'insediamento dei coccinellidi proprio nei siti dove le infestazioni sono più intense.
La voracità è elevata, cresce sensibilmente nel corso dello sviluppo larvale e raggiunge il suo massimo nell'adulto. Adulti e larve di 4ª età sono pertanto i predatori più attivi; ad esempio, un adulto di Coccinella septempunctata, la coccinella più familiare, può arrivare a predare anche 100 afidi al giorno.
Vanno infine citati comportamenti che tendono a migliorare il potenziale biologico dei coccinellidi permettendogli di superare anche condizioni ambientali avverse. In particolare la potenziale polifagia permette il passaggio ad ospiti di sostituzione quando le popolazioni della preda abituale diminuiscono. Le prede alternative sono rappresentate da altri fitofagi, ma sovente si possono riscontrare anche casi di predazione di coccinellidi a spese di individui della stessa famiglia e, non di rado, della stessa specie (cannibalismo). Un meccanismo di adattamento è anche l'allotrofia, con il passaggio ad un regime dietetico alternativo, per cui in condizioni ambientali sfavorevoli diversi coccinellidi diventano fitofagi, micetofagi, glicifagi, carpofagi, spermatofagi, nutrendosi rispettivamente di tessuti vegetali, miceli fungini, liquidi zuccherini, frutti, polline.

## Impiego dei Coccinellidi

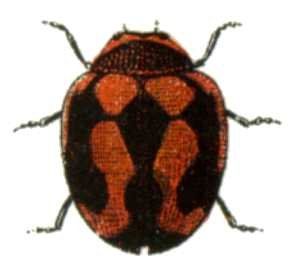
La Rodolia cardinalis nel 1888 ha salvato l'agrumicoltura californiana dall'inevitabile scomparsa

L'efficacia dei Coccinellidi conferisce a questa famiglia un ruolo di primo piano nell'insieme degli entomofagi predatori, condiviso con i Rincoti Antocoridi, i Ditteri Sirfidi, i Neurotteri Crisopidi e alcune famiglie di Coleotteri. Molti insetti predatori, infatti, svolgono un ruolo di secondo piano nel contesto degli agenti di controllo naturali dei fitofagi e spesso surclassato dai parassitoidi o da altri agenti naturali. I Coccinellidi, invece, possono assumere un ruolo predominante e determinante nel controllo biologico di alcune specie.
Per questo motivo sono tra i principali predatori applicati nei vari metodi di lotta biologica. Alcune specie possono essere moltiplicate in allevamenti massali, quando la polifagia permette l'impiego di un adeguato ospite di sostituzione di facile allevamento o un substrato artificiale. Esistono tuttavia limiti operativi nell'allevamento dei Coccinellidi afidifagi. La mobilità dei coccinellidi rende inoltre difficile il mantenimento delle popolazioni introdotte con i lanci, a meno che non si operi in coltura protetta adottando apposite barriere antinsetto. I contesti applicativi di maggior rilievo sono il metodo propagativo e il metodo protettivo, che possono fornire anche risultati di grande portata, tuttavia in casi specifici si ricorre anche al metodo inoculativo. Quest'ultimo, ad esempio, è largamente adottato nell'impiego del Cryptolaemus montrouzieri contro alcune cocciniglie.

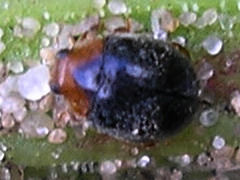
Il Cryptolaemus montrouzieri è stato il primo insetto ad essere allevato su scala industriale

Storicamente due Coccinellidi sono stati protagonisti delle prime due applicazioni di lotta biologica effettuata con i metodi propagativo e inoculativo:
- La prima esperienza significativa di applicazione del metodo propagativo si ebbe nel 1888 con l'introduzione del Coccinellide Rodolia cardinalis negli agrumeti californiani: in soli due anni si riuscì a debellare la piaga dell'Icerya purchasi, che da 20 anni era responsabile della progressiva distruzione degli agrumeti in questa regione. L'efficacia di questo predatore è tale che la cocciniglia è diventato un fitofago di minore importanza controllato esclusivamente con la lotta biologica in tutto il mondo.
- La prima esperienza di applicazione su larga scala del metodo inoculativo si ebbe a partire dal 1916 negli Stati Uniti d'America con il Cryptolaemus montrouzieri: questo coccinellide non riesce ad acclimatarsi stabilmente nelle regioni più fredde, pertanto furono realizzati diversi allevamenti massali allo scopo di introdurlo sistematicamente, ogni primavera, negli agrumeti delle regioni più interne della California, contro la cocciniglia Pseudococcus calceolariae. L'allevamento del crittolemo, che ormai vanta un'esperienza quasi secolare, continua ad essere attuato efficacemente ai fini della lotta biologica contro il cotonello degli agrumi (Planococcus citri).

## Sistematica
Le coccinelle sono divise in diverse sottofamiglie e tribù che comprendono circa 360 generi. La sistematica interna dei Coccinellidi ha subito diverse revisioni, non sempre condivise e ancora oggi esistono divergenze in merito alla collocazione sistematica di vari raggruppamenti, spesso a livello di tribù. Una delle più importanti revisioni, citata spesso come fondamentale, è stata attuata da SASAJI, basandosi sulle relazioni filogenetiche e sulla morfologia delle larve e degli adulti. Questa revisione definisce sei sottofamiglie (Chilocorinae, Coccidulinae, Coccinellinae, Epilachninae, Scymninae, Sticholotidinae) e rivede la posizione di diverse tribù e generi. Nonostante l'impianto di base, accettato in gran parte dai coleotteristi, alla revisione di Sasaji si oppone la critica di una parzialità in quanto basata sui Coccinellidi orientali. La sua classificazione pertanto è stata revisionata successivamente da diversi autori con l'aggiunta di nuove sottofamiglie. Tali revisioni non sono tuttavia convergenti verso uno schema universale e restano a tutt'oggi divergenze in merito alla posizione di alcuni taxa.
In particolare è controversa la posizione della sottofamiglia Ortaliinae. Nell'albero originario di Sasaji, questa sottofamiglia era ridotta al rango di tribù (Ortaliini), nella sottofamiglia Chilocorinae, dalla quale è stata in seguito separata e inserita in una sottofamiglia distinta (Sottofam. Ortaliinae, tribù Ortaliini). Negli Ortaliinae, alcuni schemi comprendono anche la tribù dei Noviini (proveniente da Coccidulinae), tuttavia altri schemi divergono in merito alla posizione dei Noviini.
In questa sede si adotta lo schema di FÜRSCH. Questo schema contempla la separazione della tribù Ortaliini dai Chilocorinae con l'inserimento nella sottofamiglia degli Ortaliinae, ma mantiene i Noviini nella sottofamiglia dei Coccidulinae.
- Sottofamiglia Chilocorinae
  - Chilocorini
  - Platynaspidini
  - Telsimiini
- Sottofamiglia Coccidulinae
  - Azyini
  - Coccidulini
  - Cranophorini
  - Exoplectrini
  - Lithophilini
  - Monocorynini
  - Noviini
  - Oryssomini
  - Poriini
- Sottofamiglia Coccinellinae
  - Coccinellini
  - Discotomini
  - Halyziini
  - Singhikalini
  - Tytthaspidini
- Sottofamiglia Epilachninae
  - Epilachnini
  - Epivertini
  - Eremochilini
  - Madaini

- Sottofamiglia Ortaliinae
  - Ortaliini
- Sottofamiglia Scymninae
  - Aspidimerini
  - Brachiacanthadini
  - Cryptognathini
  - Diomini
  - Hyperaspidini
  - Pentiliini
  - Selvadiini
  - Scymnillini
  - Scymnini
  - Stethorini
- Sottofamiglia Sticholotidinae
  - Argentipilosini
  - Carinodulini
  - Cephaloscymnini
  - Limnichopharini
  - Microweiseini
  - Plotinini
  - Serangiini
  - Shirozuellini
  - Sticholotidini
  - Sukunahikonini

## La coccinella nei simbolismi
- La coccinella è il simbolo della Foundation Against Senseless Violence olandese, come è possibile vedere nel logo. Altre compagnie utilizzano le coccinelle nel proprio logo.
- Nel guidismo cattolico italiano prendono il nome di coccinelle le bambine e i bambini tra gli 8 e gli 11 anni nei gruppi dove è presente un cerchio. L'uniforme delle coccinelle prevede un copricapo circolare di colore rosso a 7 punti neri.
- Nella mitologia estone, la coccinella è l'animale scelto da Linda per ricercare un potente mago che possa salvare la vita all'eroe Kalev.
- Per la simpatia che ispira, la coccinella è spesso usata come simbolo per antonomasia delle tecniche di difesa fitosanitaria a basso impatto ambientale (lotta biologica e lotta integrata) e proposta nei marchi e nelle campagne di marketing. Ad esempio, la campagna pubblicitaria che lanciò il marchio del consorzio Melinda della Val di Non era basata su uno spot che proponeva la coccinella come emblema di una produzione basata su uno dei primi disciplinari di lotta integrata avviati in Italia.
- Usata come simbolo dalla Compagnia petrolifera Total (che per un periodo negli anni settanta, dava in omaggio dei modellini magnetici a chi si riforniva).
- La coccinella è anche considerato simbolo di fortuna (soprattutto quelle rosse).